# Frères d'Italie (parti politique)
Cet article concerne le parti politique. Pour le film, voir Frères d'Italie (film). Pour l'hymne, voir Fratelli d'Italia.
Frères d'Italie (en italien : Fratelli d'Italia, abrégé en FdI) est un parti politique italien d'extrême droite, dirigé par Giorgia Meloni depuis 2014.
La formation est créée en décembre 2012, à la suite d'une scission entre le Peuple de la liberté et le courant national-conservateur de l'ancien parti Alliance nationale. Son premier président est Ignazio La Russa. Il est membre de la coalition de centre droit, avec la Ligue du Nord et Forza Italia.
Se présentant comme un mouvement de droite conservateur, le parti milite pour la souveraineté nationale, la lutte contre l'immigration, ainsi que pour la préservation des « traditions nationales ». Les médias et les politologues l'ont décrit comme étant d'extrême droite, populiste de droite, national-conservateur, eurosceptique, nativiste, anti-immigrants et post-fasciste, bien que ce dernier terme — surtout utilisé à l'étranger — ne fasse pas l'unanimité.

## Histoire

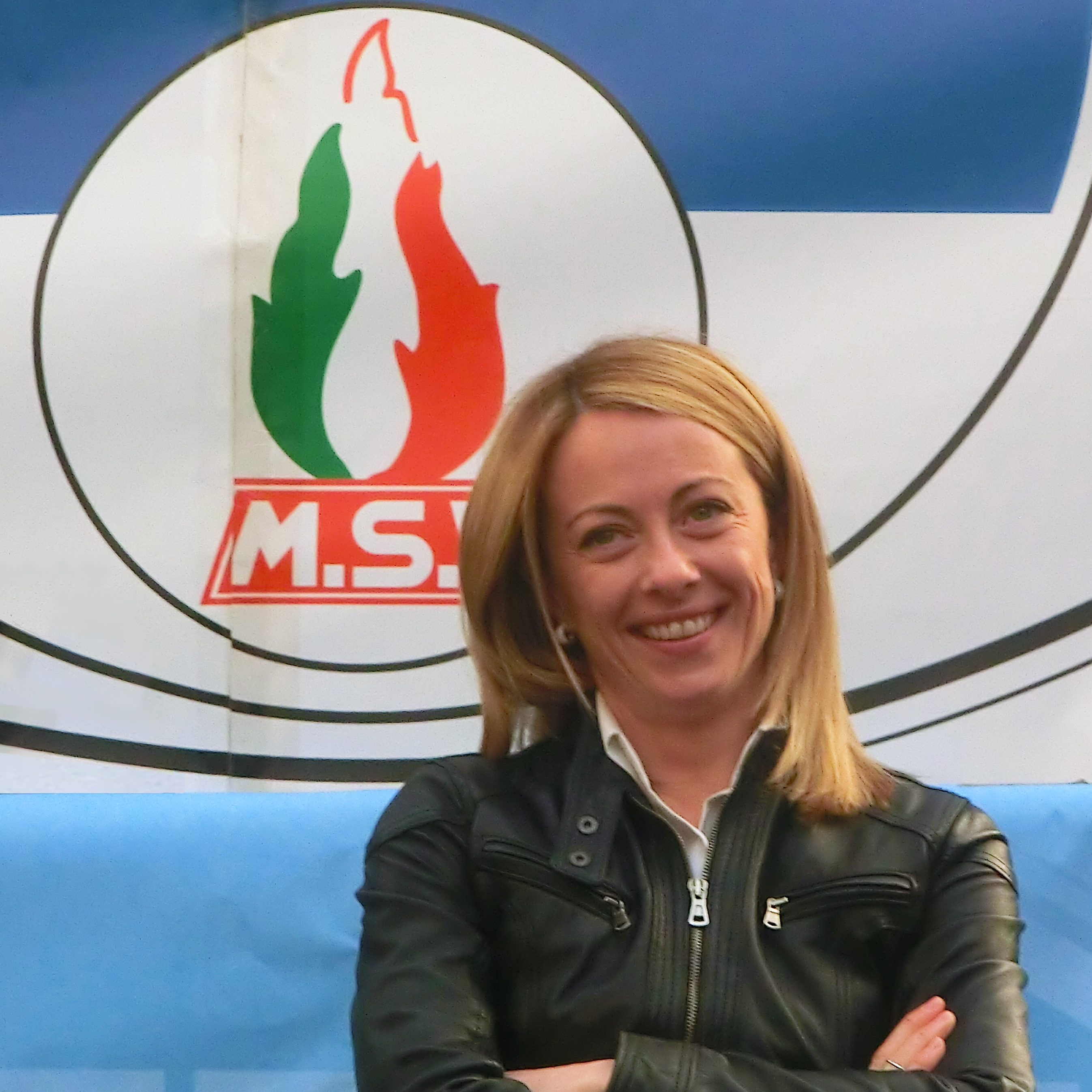
Giorgia Meloni en 2014.

Le parti est fondé en décembre 2012 par plusieurs cadres de l'Alliance nationale, qui avait été absorbée en 2009 dans Peuple de la liberté (PdL) de Silvio Berlusconi, alors président du Conseil. Cependant, la fusion se déroule mal : Gianfranco Fini, assumant désormais une position libérale et europhile, rompt avec Berlusconi en 2010 et soutient le gouvernement Monti en 2011, laissant esseulée la faction national-conservatrice de l'ancien parti, nommée Droite protagoniste (Destra Protagonista), représentée par Ignazio La Russa et Maurizio Gasparri.
La Russa et Gasparri soutenaient la candidature d'Angelino Alfano à la primaire qui devait se dérouler au sein de la coalition berlusconienne en vue des élections de février 2013. À la suite de l'annulation de la primaire, ils décident de constituer un nouveau parti d'abord nommé Frères d'Italie - Centre droit national (FdI-CN), afin de peser au sein de la coalition de Silvio Berlusconi.
Lors de sa création, le parti compte onze députés, onze sénateurs, constitués en un groupe parlementaire sénatorial, et deux députés européens. Son président est Ignazio La Russa, secondé par Giorgia Meloni et par Guido Crosetto.
À l'issue des élections générales italiennes de 2013, qui ont lieu deux mois après sa création, le parti obtient 667 000 voix (2,0 %) et neuf députés à la Chambre des députés, mais aucun sénateur. Ces neuf députés obtiennent une dérogation pour former un groupe parlementaire avec pour nom « Frères d'Italie » et se placent dans l'opposition au gouvernement Letta puis au gouvernement Renzi.
En 2014, FdI-CN devient Frères d'Italie - Alliance nationale (FdI-AN), en référence à l'appellation de l'ancien parti Alliance nationale. Giorgia Meloni est élue présidente du parti et affiche alors sa proximité avec le Front national en France.
Lors des élections européennes de 2014, les listes de Frères d'Italie remportent 1 007 000 voix, mais restent, avec 3,66 %, en dessous du seuil de 4 % lui permettant d'envoyer des députés.
Depuis 2015, il a pour organe officiel Secolo d'Italia, qui était par le passé l'organe du MSI et de l'AN.
Fin 2017, le parti est rebaptisé « Frères d'Italie » (Fratelli d'Italia, abrégé en FdI), ce qui était l'appellation couramment utilisée depuis sa création. Ce nom renvoie à l’incipit de l’hymne italien.
Aux élections de 2018, le parti atteint 4,4 % des voix, plus du double qu'en 2013, et envoie 32 députés et 18 sénateurs au Parlement. Il obtient ses meilleurs résultats dans le Latium. Le parti concourait avec Forza Italia et la Lega dans la coalition de centre droit arrivée en tête (37 %), mais cette dernière fut incapable de trouver une majorité.
Deux mois après les élections, le Mouvement 5 étoiles (32 %) fait un pacte de gouvernement avec la Lega de Matteo Salvini (17 %). Frères d'Italie ne vote pas la confiance au Gouvernement Conte, jugeant le Mouvement 5 étoiles « structurellement de gauche », mais votant les décrets et les lois qui lui paraissent favorables.[réf. nécessaire]
En février 2019, comme Direzione Italia, Frères d’Italie adhère au Parti des conservateurs et réformistes européens en vue des élections européennes de mai 2019.
Seul parti de droite ou d’extrême droite à ne pas participer au gouvernement de Mario Draghi, Frères d’Italie réalise une percée dans les sondages à partir de 2021, bénéficiant du rejet du gouvernement dans l'opinion publique. D'après la politologue Sofia Ventura, « les décisions adoptées par les deux gouvernements qui se sont succédé depuis le début de la pandémie ont alimenté le mécontentement des catégories les plus touchées par la crise, qui rejettent aujourd’hui les autres partis politiques de droite et le Mouvement 5 étoiles [M5S] et se tournent désormais vers Fratelli d’Italia ». La communication et la personnalité de Giorgia Meloni semblent également contribuer à ce succès alors que les électeurs potentiels paraissent méconnaitre le programme du parti.
Lors des élections générales anticipées de 2022, Giorgia Meloni conduit son parti au sein d'une coalisation des droites qui regroupe principalement la Ligue de Matteo Salvini et Forza Italia de Silvio Berlusconi. Pendant la campagne, les sondages donnent constamment cette alliance vainqueur des élections. Le 25 septembre 2022, Frères d'Italie arrive en tête du scrutin, avec 26 % des suffrages, loin devant ses alliés de la Ligue (9 %) et de Forza Italia (8 %). La coalition de centre droit devançant largement la coalition de centre gauche et le Mouvement 5 étoiles, Giorgia Meloni est la personne la plus susceptible de succéder à Mario Draghi à la présidence du Conseil des ministres.
Aux élections européennes de juin 2024, les FdI remportent 28 % des voix, confirmant leur statut de parti le plus populaire du pays depuis les élections générales de 2022. La formation de Giorgia Meloni s’impose dans quatre des cinq circonscriptions de la péninsule italienne.

## Idéologie

### Héritage et positionnement général
Ses références politiques se rattachent au nationalisme italien, au national-conservatisme et à la droite sociale. Selon l'universitaire Piero Ignazi, spécialiste de Fratelli d'Italia, « son identité est en grande partie liée à des traditions post-fascistes. Mais son programme mélange cette tradition à certains éléments conservateurs et libéraux, comme la liberté d'entreprise et de licenciement ».
D'après ses statuts, Frères d'Italie se définit comme « un mouvement qui vise à mettre en œuvre un programme politique qui, sur la base des principes de souveraineté populaire, de liberté, de démocratie, de justice, de solidarité sociale, de mérite et de justice fiscale, s'inspire de la vision spirituelle de la vie, des valeurs des traditions nationales libérales et populaires, et participe à la construction de l'Europe des peuples »,.
Le parti se veut le successeur de la formation d'extrême droite d’inspiration néofasciste Mouvement social italien (MSI) de Gianfranco Fini et de son Alliance nationale (AN), ainsi qu'en témoigne le logo choisi en 2014 par les militants, composé d'une mise en abyme des logos des deux anciens partis,. Selon le chercheur Pietro Castelli Gattinara, « la flamme tricolore que l’on voit sur leur logo reprend le symbole originaire du MSI, qui représentait la résurgence de l’esprit fasciste des vétérans de la République sociale italienne ». Le logo est simplifié en 2017.

Logo depuis 2017.

Des cadres de FdI sont issus des formations de jeunesse du MSI et restent à des degrés divers nostalgiques de la dictature fasciste. En octobre 2019, le parti organise un dîner à l’occasion de l'anniversaire de la marche sur Rome, avec notamment Francesco Acquaroli, devenu ensuite président des Marches. En avril 2021, le maire d'Ascoli Piceno fait distribuer à des écoles des bandes dessinées fascistes[précision nécessaire], tandis que le délégué chargé de l'éducation des Marches envoie une lettre aux élèves dans laquelle il indique que « nous devons nous souvenir des morts de la [Seconde] Guerre [mondiale] sans distinction de leur camp ». Frères d’Italie conserve des liens avec de petits partis ouvertement fascistes, comme CasaPound et Forza Nuova.
Giorgia Meloni propose d'abolir la fête nationale du 25 avril (Libération lors de la Seconde Guerre mondiale) et celle du 2 juin (Festa della Repubblica), qui selon elle « sèment la division », pour les remplacer par une date jugée plus neutre et unificatrice : le 4 novembre (armistice de la Première Guerre mondiale).

### Union européenne et international
Longtemps eurosceptique, Fratelli d’Italie a finalement renoncé à militer pour la sortie de l'euro et de l'Union européenne.
Le parti est favorable à l'OTAN et défend une position atlantiste.

### Lutte contre l’immigration
Le parti est hostile à l'introduction du droit du sol, à l'abrogation du délit d'immigration clandestine et à l’immigration en général. Il souhaite également interdire l'accès aux ports pour les navires des ONG ayant repêchés des migrants en mer, multiplier les centres de surveillance et expulser les migrants clandestins.

### Économie et fiscalité
Frères d'Italie défend une vision protectionniste et néolibérale. Selon le chercheur Lorenzo Castellani, « ses propositions sont un mélange particulier de réforme fiscale pour les producteurs (moins d’impôts), de corporatisme (aversion à la libéralisation) et d’interventionnisme étatique (protectionnisme et industrie d’État) ».
Il appelle à l'abrogation du pacte budgétaire européen. En 2014, Giorgia Meloni affirme qu’il « ne convient pas au pays de rester dans la monnaie unique ». En 2021, elle précise qu’elle n’a « jamais proposé la sortie unilatérale de l'Italie de la zone euro » mais qu’elle « pense que les monnaies sont un outil, pas un dieu » et que « l'euro a pénalisé certaines économies », notamment celle de l’Italie.
Le parti souhaite la suppression du revenu de citoyenneté destiné aux plus défavorisés, introduire la préférence nationale dans l'accès à l’emploi et au logement, et promet une politique fiscale favorable aux patrimoines et aux hauts revenus avec l'instauration d’un impôt sur le revenu à taux unique et en rejetant l'idée d'un impôt sur la fortune.
Giorgia Meloni est perçue comme la favorite des milieux d'affaires lors des élections générales de 2022. Son parti est rejoint, dans les mois précédents le scrutin, par de nombreux représentants patronaux et d’économistes néolibéraux auparavant proches de Silvio Berlusconi ou de Matteo Salvini. Giulio Tremonti, ministre de l’Économie et des Finances de Berlusconi, s'est ainsi affiché lors de conventions organisées par les Frères d'Italie.

### Famille, droits des femmes et LGBT
La vision défendue par le parti est celle d'une famille « traditionnelle »,. Frères d'Italie s'oppose ainsi à la mise en place d'une union civile pour les couples homosexuels, au mariage homosexuel et à l'adoption par de tels couples, une revendication que Giorgia Meloni a qualifiée de « caprice » car en opposition au « droit naturel d'avoir un père et une mère ». En 2022, Frères d'Italie dépose une proposition de loi faisant de la gestation pour autrui un crime passible de prison. Le parti s'est par ailleurs opposé au vote de lois pénalisant des actes discriminatoires « fondés sur le sexe, l'orientation sexuelle ou l'identité de genre ».
Frères d'Italie souhaite l'introduction du quotient familial, des crèches gratuites, des allocations familiales de 400 euros par mois et des congés parentaux indemnisés à hauteur de 80 %, les deux pendant les six premières années, l'application d'un taux de TVA réduit à 4 % sur les produits pour enfants et la déduction fiscale par reçus.
Frères d'Italie est opposé au droit à l'avortement et propose de mettre en place « un fonds pour supprimer les causes économiques et sociales qui peuvent pousser les femmes à ne pas terminer leur grossesse », mettant en avant l’argument de la « prévention » et de la lutte contre la baisse de démographie,. Frères d'Italie entrave le droit à l’avortement dans plusieurs régions dont il dirige l’exécutif : dans le Piémont, des aides financières sont prévues pour convaincre les femmes de ne pas avorter, et les associations antichoix sont soutenues ; la région des Marches refuse d'appliquer une directive nationale pour autoriser les femmes à subir des avortements non chirurgicaux en ambulatoire jusqu’à neuf semaines de grossesse ; le conseil régional des Abruzzes a organisé un vote pour mettre en place des sépultures pour les fœtus avortés. Dans ces régions, l’accès à la pilule du lendemain est quasi impossible alors qu'il est autorisé par la loi.

## Organisation de jeunesse
En juin 2024, une enquête vidéo de Fanpage révèle des comportements célébrant le fascisme et l'antisémitisme parmi les membres de Gioventù nazionale, l'aile jeunesse de FdI, incluant des chants en l'honneur de Benito Mussolini, des saluts fascistes et des slogans nazis et fascistes. L'enquête montre que ces actions sont tolérées, voire encouragées par les dirigeants du mouvement. L'enquête révèle également qu'une leader émergente de l'organisation, Flaminia Pace, exprime en privé son admiration pour Mussolini et des opinions racistes,,.
Ces révélations conduisent à des appels à une enquête sur l'organisation de la part du Parti démocrate, du Mouvement 5 étoiles et de l'Alliance des Verts et de la gauche ; ainsi qu'à des critiques de la part d'Iratxe García, présidente de l'Alliance progressiste des socialistes et démocrates au Parlement européen. Plusieurs représentants d'institutions juives expriment leur consternation,,.
En réaction, Giorgia Meloni condamne ces actes et exhorte les dirigeants du parti à rejeter le fascisme et l'antisémitisme, tout en critiquant les méthodes de l'enquête de Fanpage. Elle insiste sur l'adhésion du parti à la résolution du Parlement européen de 2019 condamnant toutes les dictatures du XXe siècle. Flaminia Pace et Elisa Segnini quittent leurs rôles officiels sans être expulsés du mouvement,,. Le ministre de l'Intérieur, Matteo Piantedosi, défend quant à lui l'investigation et appelle à des sanctions sévères contre ces actes,.

## Dirigeants
- 4 avril 2013 – 8 mars 2014 : Ignazio La Russa
- 8 mars 2014 : Giorgia Meloni

## Dénomination
- 17 décembre 2012 – 24 février 2014 : Frères d'Italie - Centre droit national (FdI-CN)
- 24 février 2014 – 3 décembre 2017 : Frères d'Italie - Alliance nationale (FdI-AN)
- depuis le 3 décembre 2017 : Frères d'Italie (FdI)

## Résultats électoraux

### Élections parlementaires
| Année | Chambre des députés | Chambre des députés | Chambre des députés | Chambre des députés | Sénat     | Sénat | Sénat | Sénat    | Coalition    | Position   |
| Année | Voix                | %                   | Rang                | Sièges              | Voix      | %     | Rang  | Sièges   | Coalition    | Position   |
| ----- | ------------------- | ------------------- | ------------------- | ------------------- | --------- | ----- | ----- | -------- | ------------ | ---------- |
| 2013  | 666 035             | 2,0                 | 8e                  | 9 / 630             | 590 083   | 1,9   | 7e    | 0 / 315  | Centre droit | Opposition |
| 2018  | 1 429 550           | 4,4                 | 5e                  | 32 / 630            | 1 286 606 | 4,3   | 5e    | 18 / 315 | Centre droit | Opposition |
| 2022  | 7 302 517           | 26,00               | 1er                 | 119 / 400           | 7 167 136 | 26,01 | 1er   | 65 / 200 | Centre droit | Meloni     |

### Élections européennes
| Année | Chef de file   | Voix      | %    | Rang | Sièges  | Groupe |
| ----- | -------------- | --------- | ---- | ---- | ------- | ------ |
| 2014  | Giorgia Meloni | 1 006 513 | 3,66 | 7e   | 0 / 73  | –      |
| 2019  | Giorgia Meloni | 1 726 162 | 6,45 | 5e   | 6 / 76  | CRE    |
| 2024  | Giorgia Meloni | 6 725 143 | 28,8 | 1er  | 24 / 76 | CRE    |